# نادي نفط مسجد سليمان
نادي نفط مسجد سليمان لكرة القدم (بالفارسية: باشگاه فوتبال نفت مسجدسلیمان) ، هي نادي رياضي لكرة القدم أسست عام 1965م، وتقع مقرها في مدينة مسجد سليمان الإيرانية.

## وصلات خارجية
- Official Website
- Players